# Festival de Vilar de Mouros

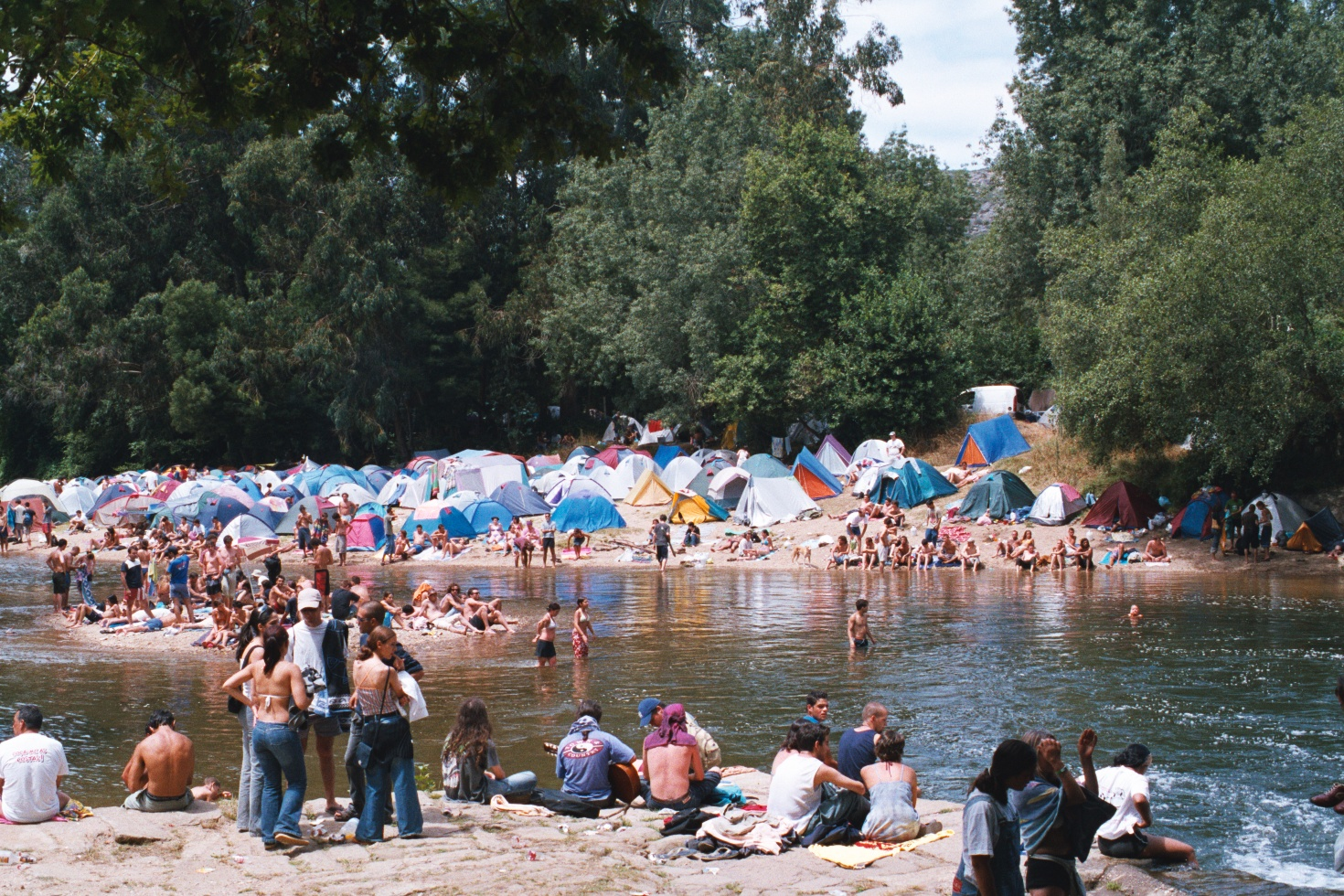
Am Rio Coura, während des Festivals (2003)

Das Festival de Vilar de Mouros ist der Name eines portugiesischen Musikfestivals in Vilar de Mouros.

## Geschichte
Es wurde am 8. August 1971 erstmals veranstaltet, organisiert vom Arzt António Barge, der das seit 1965 als traditionelle Musik- und Folkloreveranstaltung ausgerichtete Festival als Bühne für Pop- und Rock-Bands nutzen wollte. Elton John und Manfred Mann waren die internationalen Gäste, neben den portugiesischen Interpreten Pop Five Music Incorporated, Psico, Quarteto 1111, Sindicato, Celos, Objectivo und Pentágono. Trotz einiger organisatorischer Probleme in der entlegenen Minho-Provinz wurde die Veranstaltung mit 30.000 Besuchern ein Erfolg. Es war das erste größere Festival für Popmusik in Portugal. Verglichen mit den herrschenden Verhältnissen, insbesondere bei Großveranstaltungen, unter dem autoritären Estado Novo-Regime, herrschte hier eine gelöste Atmosphäre und eine relative Freiheit. Das Festival wird daher auch gelegentlich Portugals Woodstock-Festival genannt.
Das Festival wuchs in den Folgejahren, bei denen mit Namen wie U2, Alanis Morissette, The Stone Roses, UB40 oder Rammstein einige der zu ihrer jeweiligen Zeit bekanntesten Pop/Rockmusiker auftraten und immer mehr Menschen anlockten. Auch Alternative-Rock-Bands wie Sonic Youth, Beck oder Manu Chao machten das Festival unter Indie-Musikfreunden bekannt, während Gruppen wie Iron Maiden oder Sepultura Freunde härterer Klänge anzogen.
Nachdem in Portugal eine Vielzahl weiterer Musikfestivals aufkamen, die zentraler lagen, finanzkräftigere Sponsoren aufwiesen, und so immer attraktivere und größere Namen aufbieten konnten, ging die Besucherzahl in Vilar de Mouros wieder zurück. 2006 wurde das Festival zuletzt ausgerichtet. Aufgetreten waren dabei Iggy Pop&The Stooges, Sepultura, Mojave 3, Tricky, The Durutti Column, Soulfly, Cradle of Filth, Moonspell und Xutos & Pontapés, u. a.
Erst 2011 wurde hier ein Ersatz-Festival veranstaltet, ein für 20.000 Menschen geplantes, Energie Music Vilar de Mouros genanntes Festival für vorwiegend elektronische Musik, das etwa 10.000 Besucher anzog, mit Namen wie Buraka Som Sistema, WhoMadeWho, Richie Campbell u. a. Der auch von offizieller Seite weiter bestehende Wunsch, erneut ein Festival ursprünglicher Machart auszurichten, scheiterte 2012 an finanziellen und organisatorischen Problemen des Lizenz-inhabenden Veranstalters, das zum italienischen Veranstalter Sixty gehörende Unternehmen Energie Portugal.